# Équipe du Japon de football à la Coupe des confédérations 2001
L'équipe du Japon de football participe à sa 2e Coupe des confédérations lors de l'édition 2001 qui se tient au Japon et en Corée du Sud, du 31 mai au 10 juin 2001. Elle se rend à la compétition en tant que nation hôte et vainqueur de la Coupe d'Asie des nations 2000.

## Résumé
Le Japon franchit brillamment l'écueil du premier tour. La formation dirigée par Philippe Troussier s'offre même le luxe de terminer en tête du groupe B. Au matin de la finale, la défense japonaise n'a concédé aucun but en quatre matchs. Seul Patrick Vieira réussit à tromper les Japonais et anéantir leur rêve.

## Résultats

### Phase de groupe
|   | Équipe   | Pts | J | G | N | P | BP | BC | Diff |
| - | -------- | --- | - | - | - | - | -- | -- | ---- |
| 1 | Japon    | 7   | 3 | 2 | 1 | 0 | 5  | 0  | +5   |
| 2 | Brésil   | 5   | 3 | 1 | 2 | 0 | 2  | 0  | +2   |
| 3 | Cameroun | 3   | 3 | 1 | 0 | 2 | 2  | 4  | -2   |
| 4 | Canada   | 1   | 3 | 0 | 1 | 2 | 0  | 5  | -5   |

| 31 mai 2001 | Japon  | 3 | 0 | Canada   |
| 2 juin 2001 | Japon  | 2 | 0 | Cameroun |
| 4 juin 2001 | Brésil | 0 | 0 | Japon    |

| 31 mai 2001                       | Japon                                   | 3 - 0 | Canada | Niigata Stadium, Niigata                        |                                                 |
| 19:30 · Historique des rencontres | Ono 57e · Nishizawa 60e · Morishima 88e |       |        | Spectateurs : 39 006 Arbitrage : Simon Micallef | Spectateurs : 39 006 Arbitrage : Simon Micallef |
| 19:30 · Historique des rencontres | Rapport                                 |       |        | Spectateurs : 39 006 Arbitrage : Simon Micallef | Spectateurs : 39 006 Arbitrage : Simon Micallef |

| 2 juin 2001                       | Cameroun | 0 - 2 | Japon         | Niigata Stadium, Niigata                          |                                                   |
| 19:30 · Historique des rencontres |          |       | Suzuki 8e 65e | Spectateurs : 39 430 Arbitrage : Benito Archundia | Spectateurs : 39 430 Arbitrage : Benito Archundia |
| 19:30 · Historique des rencontres | Rapport  |       |               | Spectateurs : 39 430 Arbitrage : Benito Archundia | Spectateurs : 39 430 Arbitrage : Benito Archundia |

| 4 juin 2001                       | Brésil  | 0 - 0 | Japon | Kashima Stadium, Ibaraki                            |                                                     |
| 19:30 · Historique des rencontres |         |       |       | Spectateurs : 37 740 Arbitrage : Kim Milton Nielsen | Spectateurs : 37 740 Arbitrage : Kim Milton Nielsen |
| 19:30 · Historique des rencontres | Rapport |       |       | Spectateurs : 37 740 Arbitrage : Kim Milton Nielsen | Spectateurs : 37 740 Arbitrage : Kim Milton Nielsen |

### Demi-finale
| 7 juin 2001                       | Japon | 1 - 0   | Australie | Yokohama International Stadium, Yokohama          |                                                   |
| 17:00 · Historique des rencontres | Nakata 43e |         | | Spectateurs : 48 699 Arbitrage : Benito Archundia | Spectateurs : 48 699 Arbitrage : Benito Archundia |
| 17:00 · Historique des rencontres | Rapport |         | | Spectateurs : 48 699 Arbitrage : Benito Archundia | Spectateurs : 48 699 Arbitrage : Benito Archundia |
| 17:00 · Historique des rencontres | Kawaguchi - Matsuda, Morioka ( 22e Uemura), K.Nakata - Nishizawa ( 80e Morishima), Inamoto, H.Nakata Toda, Hato - Ono ( 55e Hattori), Suzuki 56e | Équipes | Schwarzer - Muscat, Moore 87e, 88e, Okon, T.Vidmar 66e - Popovic 42e, Lazaridis, Zdrilic ( 71e Thompson) - Bresciano ( 60e Sterjovski), Corica, Chipperfield 14e ( 60e Aloisi) | Spectateurs : 48 699 Arbitrage : Benito Archundia | Spectateurs : 48 699 Arbitrage : Benito Archundia |

### Finale
| Titulaires :       |                      |     |
|                    |                      |     |
|                    | Yoshikatsu Kawaguchi |     |
|                    | Naoki Matsuda        |     |
|                    | Ryuzo Morioka        |     |
|                    | Yasuhiro Hato        |     |
|                    | Koji Nakata          |     |
|                    | Hiroaki Morishima    |     |
|                    | Teruyoshi Ito        |     |
|                    | Kazuyuki Toda        |     |
|                    | Shinji Ono           | 60e |
|                    | Junichi Inamoto      | 45e |
|                    | Akinori Nishizawa    | 74e |
|                    |                      |     |
| Remplaçants :      |                      |     |
|                    | Atsuhiro Miura       | 45e |
|                    | Tatsuhiko Kubo       | 60e |
|                    | Masashi Nakayama     | 74e |
|                    |                      |     |
| Sélectionneur :    |                      |     |
| Philippe Troussier |                      |     |

| Titulaires :    |                    |     |
|                 |                    |     |
|                 | Ulrich Ramé        |     |
|                 | Christian Karembeu |     |
|                 | Frank Lebœuf       |     |
|                 | Marcel Desailly    |     |
|                 | Bixente Lizarazu   |     |
|                 | Patrick Vieira     |     |
|                 | Youri Djorkaeff    | 65e |
|                 | Robert Pirès       |     |
|                 | Nicolas Anelka     |     |
|                 | Sylvain Wiltord    |     |
|                 | Steve Marlet       | 58e |
|                 |                    |     |
| Remplaçants :   |                    |     |
|                 | Laurent Robert     | 58e |
|                 | Éric Carrière      | 65e |
|                 |                    |     |
| Sélectionneur : |                    |     |
| Roger Lemerre   |                    |     |

| Titulaires :       |                      |     |
|                    |                      |     |
|                    | Yoshikatsu Kawaguchi |     |
|                    | Naoki Matsuda        |     |
|                    | Ryuzo Morioka        |     |
|                    | Yasuhiro Hato        |     |
|                    | Koji Nakata          |     |
|                    | Hiroaki Morishima    |     |
|                    | Teruyoshi Ito        |     |
|                    | Kazuyuki Toda        |     |
|                    | Shinji Ono           | 60e |
|                    | Junichi Inamoto      | 45e |
|                    | Akinori Nishizawa    | 74e |
|                    |                      |     |
| Remplaçants :      |                      |     |
|                    | Atsuhiro Miura       | 45e |
|                    | Tatsuhiko Kubo       | 60e |
|                    | Masashi Nakayama     | 74e |
|                    |                      |     |
| Sélectionneur :    |                      |     |
| Philippe Troussier |                      |     |

| Titulaires :    |                    |     |
|                 |                    |     |
|                 | Ulrich Ramé        |     |
|                 | Christian Karembeu |     |
|                 | Frank Lebœuf       |     |
|                 | Marcel Desailly    |     |
|                 | Bixente Lizarazu   |     |
|                 | Patrick Vieira     |     |
|                 | Youri Djorkaeff    | 65e |
|                 | Robert Pirès       |     |
|                 | Nicolas Anelka     |     |
|                 | Sylvain Wiltord    |     |
|                 | Steve Marlet       | 58e |
|                 |                    |     |
| Remplaçants :   |                    |     |
|                 | Laurent Robert     | 58e |
|                 | Éric Carrière      | 65e |
|                 |                    |     |
| Sélectionneur : |                    |     |
| Roger Lemerre   |                    |     |

## Effectif
Sélectionneur :  Philippe Troussier
| No. | Pos.      | Joueur               | Date de naissance et âge | Sélec. | Club                 |
| --- | --------- | -------------------- | ------------------------ | ------ | -------------------- |
| 1   | Gardien   | Yoshikatsu Kawaguchi | 15 août 1975             | 43     | Yokohama F. Marinos  |
| 2   | Défenseur | Kenichi Uemura       | 22 avril 1974            | 1      | Sanfrecce Hiroshima  |
| 3   | Défenseur | Naoki Matsuda        | 14 mars 1977             | 16     | Yokohama F. Marinos  |
| 4   | Défenseur | Ryuzo Morioka        | 7 octobre 1975           | 23     | Shimizu S-Pulse      |
| 5   | Milieu    | Junichi Inamoto      | 18 septembre 1979        |        | Gamba Osaka          |
| 6   | Défenseur | Toshihiro Hattori    | 23 septembre 1973        | 26     | Júbilo Iwata         |
| 7   | Milieu    | Hidetoshi Nakata     | 22 janvier 1977          | 35     | AS Roma              |
| 8   | Milieu    | Hiroaki Morishima    | 30 avril 1972            | 48     | Cerezo Osaka         |
| 9   | Attaquant | Akinori Nishizawa    | 18 juin 1976             | 18     | RCD Espanyol         |
| 10  | Milieu    | Atsuhiro Miura       | 24 juillet 1974          | 14     | Tokyo Verdy 1969     |
| 11  | Attaquant | Masashi Nakayama     | 23 septembre 1967        | 39     | Júbilo Iwata         |
| 12  | Gardien   | Seigo Narazaki       | 11 avril 1976            | 15     | Nagoya Grampus Eight |
| 13  | Attaquant | Yoshiteru Yamashita  | 21 novembre 1977         | 0      | Avispa Fukuoka       |
| 14  | Milieu    | Teruyoshi Ito        | 31 août 1974             | 18     | Shimizu S-Pulse      |
| 15  | Milieu    | Toshiya Fujita       | 4 octobre 1971           | 11     | Júbilo Iwata         |
| 16  | Défenseur | Kōji Nakata          | 9 juillet 1979           | 9      | Kashima Antlers      |
| 17  | Milieu    | Tomokazu Myojin      | 24 janvier 1978          | 11     | Kashiwa Reysol       |
| 18  | Milieu    | Kazuyuki Toda        | 30 décembre 1977         | 0      | Shimizu S-Pulse      |
| 19  | Attaquant | Tatsuhiko Kubo       | 18 juin 1976             | 7      | Sanfrecce Hiroshima  |
| 20  | Défenseur | Yasuhiro Hato        | 4 mai 1976               | 1      | Yokohama F. Marinos  |
| 21  | Milieu    | Shinji Ono           | 27 septembre 1979        | 15     | Urawa Red Diamonds   |
| 22  | Attaquant | Takayuki Suzuki      | 5 juin 1976              | 1      | Kashima Antlers      |
| 23  | Gardien   | Ryota Tsuzuki        | 18 avril 1978            | 0      | Gamba Osaka          |

## Navigation